# Major League Soccer (2017)
Major League Soccer w roku 2017 był dwudziestym drugim sezonem tych rozgrywek. Po raz pierwszy w historii mistrzem MLS został klub Toronto FC, natomiast wicemistrzem Seattle Sounders.

## Sezon zasadniczy

### Konferencja Wschodnia
| #   | Drużyna                | M  | Z  | R  | P  | Bramki | Punkty | Uwagi                  |
| --- | ---------------------- | -- | -- | -- | -- | ------ | ------ | ---------------------- |
| 1.  | Toronto FC             | 34 | 20 | 9  | 5  | 74:37  | 69     | Play Off - Ćwierćfinał |
| 2.  | New York City FC       | 34 | 16 | 9  | 9  | 56:43  | 57     | Play Off - Ćwierćfinał |
| 3.  | Chicago Fire           | 34 | 16 | 7  | 11 | 61:47  | 55     | Play Off - 1/8 finału  |
| 4.  | Atlanta United FC      | 34 | 15 | 10 | 9  | 70:40  | 55     | Play Off - 1/8 finału  |
| 5.  | Columbus Crew          | 34 | 16 | 6  | 12 | 53:49  | 54     | Play Off - 1/8 finału  |
| 6.  | New York Red Bulls     | 34 | 14 | 8  | 12 | 53:47  | 50     | Play Off - 1/8 finału  |
| 7.  | New England Revolution | 34 | 13 | 6  | 15 | 53:61  | 45     |                        |
| 8.  | Philadelphia Union     | 34 | 11 | 9  | 14 | 50:47  | 42     |                        |
| 9.  | Montreal Impact        | 34 | 11 | 6  | 17 | 52:58  | 39     |                        |
| 10. | Orlando City SC        | 34 | 10 | 9  | 15 | 39:58  | 39     |                        |
| 11. | D.C. United            | 34 | 9  | 5  | 20 | 31:60  | 32     |                        |

### Konferencja Zachodnia
| #   | Drużyna                | M  | Z  | R  | P  | Bramki | Punkty | Uwagi                  |
| --- | ---------------------- | -- | -- | -- | -- | ------ | ------ | ---------------------- |
| 1.  | Portland Timbers       | 34 | 15 | 8  | 11 | 60:50  | 53     | Play Off - Ćwierćfinał |
| 2.  | Seattle Sounders FC    | 34 | 14 | 11 | 9  | 52:39  | 53     | Play Off - Ćwierćfinał |
| 3.  | Vancouver Whitecaps FC | 34 | 15 | 7  | 12 | 50:49  | 52     | Play Off - 1/8 finału  |
| 4.  | Houston Dynamo         | 34 | 13 | 11 | 10 | 57:45  | 50     | Play Off - 1/8 finału  |
| 5.  | Sporting Kansas City   | 34 | 12 | 13 | 9  | 40:29  | 49     | Play Off - 1/8 finału  |
| 6.  | San Jose Earthquakes   | 34 | 13 | 7  | 14 | 39:60  | 46     | Play Off - 1/8 finału  |
| 7.  | FC Dallas              | 34 | 11 | 13 | 10 | 48:48  | 46     |                        |
| 8.  | Real Salt Lake         | 34 | 13 | 6  | 15 | 49:55  | 45     |                        |
| 9.  | Minnesota United FC    | 34 | 10 | 6  | 18 | 47:70  | 36     |                        |
| 10. | Colorado Rapids        | 34 | 9  | 6  | 19 | 31:51  | 33     |                        |
| 11. | Los Angeles Galaxy     | 34 | 8  | 8  | 18 | 45:67  | 32     |                        |

Aktualne na 11 kwietnia 2018. Źródło:
Zasady ustalania kolejności: 1. liczba zdobytych punktów; 2. różnica zdobytych bramek; 3. większa liczba zdobytych bramek.

## Play off
Ćwierćfinale i półfinale rozgrywano dwumecze. 1/8 finału i finał rozgrywano w formie pojedynczego meczu. Gdy rywalizacja w dwumeczu ćwierćfinałowym oraz półfinału jak i w meczach 1/8 finału oraz finałowym był remis, rozgrywano dogrywkę 2 x 15 minut.

### 1/8 finału
| 125 października 2017 | Chicago Fire      | 0:4   | New York Red Bulls                                                                     |                                                                     |
| 19:30 CDT             |                   | (0:2) | 7' Bradley Wright-Phillips · 11' Sacha Kljestan · 70' Daniel Royer · 87' Gonzalo Verón | Toyota Stadium, Frisco, Teksas Widzów: 11 647 Sędzia: Ismail Elfath |
| 19:30 CDT             | 85' Gonzalo Verón | (0:2) |                                                                                        | Toyota Stadium, Frisco, Teksas Widzów: 11 647 Sędzia: Ismail Elfath |

| 225 października 2017 | Vancouver Whitecaps                                                                       | 5:0   | San Jose Earthquakes |                                                                       |
| 19:30 PDT             | Fredy Montero 33' · Cristian Techera 57' · Kendall Waston 64' · Nicolás Mezquida 78', 80' | (1:0) |                      | BC Place Stadium, Vancouver Widzów: 21 083 Sędzia: José Carlos Rivero |
| 19:30 PDT             | 76' Darwin Cerén · 85' Aníbal Godoy                                                       | (1:0) |                      | BC Place Stadium, Vancouver Widzów: 21 083 Sędzia: José Carlos Rivero |

| 326 października 2017 | Atlanta United                                                                 | 0:0 k. 1:3  | Columbus Crew                                                |                                                                              |
| 19:00 EDT             |                                                                                |             |                                                              | Mercedes-Benz Stadium, Atlanta, Georgia Widzów: 67 221 Sędzia: Allen Chapman |
| 19:00 EDT             | 64' Hector Jiménez · 96' José Artur de Lima Junior · 112' Josh Williams        |             |                                                              | Mercedes-Benz Stadium, Atlanta, Georgia Widzów: 67 221 Sędzia: Allen Chapman |
| 19:00 EDT             | · Julian Gressel · Leandro González Pírez · Héctor Villalba · Jeff Larentowicz | Rzuty karne | · Federico Higuaín · Kekuta Manneh · Niko Hansen · Adam Jahn | Mercedes-Benz Stadium, Atlanta, Georgia Widzów: 67 221 Sędzia: Allen Chapman |

| 426 października 2017 | Houston Dynamo                                                                                            | 1:0 (pd.)  | Sporting Kansas City                                                                                |                                                                          |
| 20:30 CDT             | Alberth Elis 64'                                                                                          | (0:0, 0:0) | | BBVA Compass Stadium, Houston, Teksas Widzów: 14 126 Sędzia: Mark Geiger |
| 20:30 CDT             | Philippe Senderos 14' · Ricardo Clark 21' · Adolfo Machado 76' · Romell Quioto 109' · Alberth Elis 120+1' | (0:0, 0:0) | 45+2' Graham Zusi · 53' Ilie Sánchez · 65' Roger Espinoza · 89' Diego Rubio · 120+3' Andrew Dykstra | BBVA Compass Stadium, Houston, Teksas Widzów: 14 126 Sędzia: Mark Geiger |

### Ćwierćfinał

#### Para nr 1
| 129 października 2017 | Vancouver Whitecaps               | 0:0                 | Seattle Sounders |                                                                |
| 17:30 PDT             |                                   |                     |                  | BC Place Stadium, Vancouver Widzów: 27 837 Sędzia: Kevin Stott |
| 17:30 PDT             | Nosa Igiebor 45' · Ali Ghazal 79' | 87' Cristian Roldan |                  | BC Place Stadium, Vancouver Widzów: 27 837 Sędzia: Kevin Stott |

| 22 listopada 2017 | Seattle Sounders                      | 2:0   | Vancouver Whitecaps                                                              |                                                                                |
| 19:30 PDT         | Clint Dempsey 56', 88'                | (0:0) |                                                                                  | CenturyLink Field, Seattle, Waszyngton Widzów: 39 587 Sędzia: Baldomero Toledo |
| 19:30 PDT         | Nicolás Lodeiro 9' · Román Torres 68' | (0:0) | 38' Cristian Techera · 49' Fredy Montero · 58' Nosa Igiebor · 82' Kendall Waston | CenturyLink Field, Seattle, Waszyngton Widzów: 39 587 Sędzia: Baldomero Toledo |

Dwumecz wygrało Seattle Sounders wynikiem 2:0.

#### Para nr 2
| 130 października 2017 | New York Red Bulls     | 1:2   | Toronto FC                                 |                                                                          |
| 19:00 EDT             | Daniel Royer 45+3' (k) | (1:1) | 8' Víctor Vázquez · 72' Sebastian Giovinco | Red Bull Arena, Harrison, New Jersey Widzów: 18 107 Sędzia: Drew Fischer |
| 19:00 EDT             | Damien Perrinelle 80'  | (1:1) | 82' Sebastian Giovinco                     | Red Bull Arena, Harrison, New Jersey Widzów: 18 107 Sędzia: Drew Fischer |

| 25 listopada 2017 | Toronto FC                                                                | 0:1   | New York Red Bulls                                                                        |                                                       |
| 15:00 EST         |                                                                           | (0:0) | 53' Bradley Wright-Phillips                                                               | BMO Field, Toronto Widzów: 29 974 Sędzia: Chris Penso |
| 15:00 EST         | Jozy Altidore 34', 45+2' · Michael Bradley 45+2' · Sebastian Giovinco 80' | (0:0) | 34', 45+2' Sacha Kljestan · 71' Bradley Wright-Phillips · 90+2' Felipe Campanholi Martins | BMO Field, Toronto Widzów: 29 974 Sędzia: Chris Penso |

W dwumeczu padł remis 2:2. O awansie zdecydowały bramki na wyjeździe w których Toronto FC wygrało 2:1.

#### Para nr 3
| 130 października 2017 | Houston Dynamo                        | 0:0 | Portland Timbers |                                                                            |
| 20:30 CDT             |                                       |     |                  | BBVA Compass Stadium, Houston, Teksas Widzów: 15 169 Sędzia: Robert Sibiga |
| 20:30 CDT             | 24' Alvas Powell · 45' Larrys Mabiala |     |                  | BBVA Compass Stadium, Houston, Teksas Widzów: 15 169 Sędzia: Robert Sibiga |

| 25 listopada 2017 | Portland Timbers    | 1:2   | Houston Dynamo                       |                                                                        |
| 16:30 PST         | Dairon Asprilla 39' | (1:1) | 43' Dylan Remick · 77' Mauro Manotas | Providence Park, Portland, Oregon Widzów: 21 144 Sędzia: Ismail Elfath |

Dwumecz wygrało Houston Dynamo wynikiem 2:1.

#### Para nr 4
| 131 października 2017 | Columbus Crew                                                                           | 4:1   | New York City   |                                                                  |
| 20:00 EDT             | Ola Kamara 6' · José Artur de Lima Junior 58' · Justin Meram 69' · Harrison Afful 90+3' | (1:0) | 78' David Villa | Mapfre Stadium, Columbus, Ohio Widzów: 14 416 Sędzia: Alan Kelly |
| 20:00 EDT             | 52' Alexander Callens · 64' Rónald Matarrita                                            | (1:0) |                 | Mapfre Stadium, Columbus, Ohio Widzów: 14 416 Sędzia: Alan Kelly |

| 25 listopada 2017 | New York City                           | 2:0   | Columbus Crew    |                                                                         |
| 17:00 EST         | David Villa 16' (k) · Andraž Struna 53' | (1:0) |                  | Yankee Stadium, Nowy Jork, Nowy Jork Widzów: 23 246 Sędzia: Kevin Stott |
| 17:00 EST         | Rodney Wallace 74'                      | (1:0) | 63' Mohammed Abu | Yankee Stadium, Nowy Jork, Nowy Jork Widzów: 23 246 Sędzia: Kevin Stott |

Dwumecz wygrało Columbus Crew wynikiem 4:3.

### Półfinał

#### Para nr 1
| 121 listopada 2017 | Columbus Crew                                                          | 0:0                                      | Toronto FC |                                                                     |
| 20:00 EST          |                                                                        |                                          |            | Mapfre Stadium, Columbus, Ohio Widzów: 21 289 Sędzia: Robert Sibiga |
| 20:00 EST          | José Artur de Lima Junior 33' · Pedro Santos 52' · Jonathan Mensah 54' | 68' Jonathan Osorio · 85' Raheem Edwards |            | Mapfre Stadium, Columbus, Ohio Widzów: 21 289 Sędzia: Robert Sibiga |

| 229 listopada 2017 | Toronto FC          | 1:0   | Columbus Crew       |                                                        |
| 19:30 EST          | Jozy Altidore 60'   | (1:0) |                     | BMO Field, Toronto Widzów: 30 392 Sędzia: Jair Marrufo |
| 19:30 EST          | Michael Bradley 78' | (1:0) | 86' Jonathan Mensah | BMO Field, Toronto Widzów: 30 392 Sędzia: Jair Marrufo |

Dwumecz wygrało Toronto FC wynikiem 1:0.

#### Para nr 2
| 121 listopada 2017 | Houston Dynamo                                            | 0:2   | Seattle Sounders                     |                                                                          |
| 21:00 CST          |                                                           | (0:2) | 11' Gustav Svensson · 42' Will Bruin | BBVA Compass Stadium, Houston, Teksas Widzów: 22 661 Sędzia: Chris Penso |
| 21:00 CST          | Jalil Anibaba 28' · Alberth Elis 29' · Tomás Martínez 44' | (0:2) | 64' Nouhou Tolo · 88' Román Torres   | BBVA Compass Stadium, Houston, Teksas Widzów: 22 661 Sędzia: Chris Penso |

| 230 listopada 2017 | Seattle Sounders                                          | 3:0   | Houston Dynamo                                                                 |                                                                               |
| 19:30 PST          | Víctor Rodríguez 22' · Clint Dempsey 57' · Will Bruin 73' | (1:0) |                                                                                | CenturyLink Field, Seattle, Waszyngton Widzów: 45 298 Sędzia: Hilario Grajeda |
| 19:30 PST          | Nouhou Tolo 36' · Joevin Jones 66'                        | (1:0) | 29' Eric Alexander · 60' Boniek García · 66' Tomás Martínez · 80' Erick Torres | CenturyLink Field, Seattle, Waszyngton Widzów: 45 298 Sędzia: Hilario Grajeda |

Dwumecz wygrało Seattle Sounders wynikiem 5:0.

### Finał
| 9 grudnia 2017 | Toronto FC                               | 2:0   | Seattle Sounders |                                                         |
| 16:00 EST      | Jozy Altidore 67' · Víctor Vázquez 90+4' | (0:0) |                  | BMO Field, Toronto Widzów: 30 584 Sędzia: Allen Chapman |
| 16:00 EST      | Víctor Vázquez 90+5'                     | (0:0) |                  | BMO Field, Toronto Widzów: 30 584 Sędzia: Allen Chapman |